# Карабахское беглербегство
Карабахское беглербегство (перс. بیگلربیگی قره‌باغ‎, азерб. Qarabağ bəylərbəyliyi, арм. Ղարաբաղի կուսակալություն) — одна из административных единиц, наместничество, в составе Сефевидского государства с центром в городе Гянджа, в честь которого также называется Гянджинским беглербегством. Беглербегство граничило на северо-востоке с Ширванским, на юге Тебризским, на западе Чухур-Саадским беглербегствами, на северо-западе с царствами Картлийским и Кахетинским. Часть беглербегства располагалась на территории исторической области Восточная Армения.
В Карабахском беглербегстве было развито земледелие, скотоводство, ремесло. Гянджа и другие города были крупными центрами торговли и ремесла. Также, в беглербегстве чеканились монеты.

## История
Карабахское беглербегство было создано в первой половине XVI века. Управлялось беглербегство династией Зийяд-оглы из туркоманского племени Каджаров. Первым беглербегом был  Шах-верди-султан. Так, ещё шах Тахмасп I назначил эмира Шах-верди-султана Зийяд-оглы, из аймака зийядлы, кызылбашского племени каджар, беглербегом Карабаха и главою племени и аймаков (иль ва уймакат) каджар; знать племени была наделена пастбищами и земельными пожалованиями в Карабахе. По сведениям Искендера Мунши, они владели там яйлагами и кышлагами, имениями (амляк) и садами.
Правление над Нагорным Карабахом оставалось в руках его армянских правителей. Здесь, после распада в конце XVI века армянского княжества Хачен, были образованы армянские меликства Хамсы.
Из трех сыновей первого беглербега Шах-верди-султана старший Халил-хан был беглербегом Астерабада и главою поселенной там ветви племени каджар. Другие двое сыновей — Ибрахим-хан и Юсуф-халифэ — были последовательно беглербегами Карабаха и главами живших там каджаров до 1576 года.
В 1588 году во время Сефевидо-османских войн Карабахское беглербегство перешло под контроль Османской империи. В самых крупных городах беглербегства (Гянджа и др.) были размещены османские гарнизоны.
Шах Аббас (1587—1629 годы правления) неоднократно предпринимал попытки вернуть беглербегство. В 1606 году, после того как Шах Аббас взял Гянджу, он назначил беглербегом Мухаммед-хана. В последние годы правления Шаха Аббаса Карабахским беглербегством управлял сын Аллахверди-хана Давуд-хан. Таким образом, Зийяд-оглы были отстранены от управления беглербегством. Однако, после смерти Шаха Аббаса управление Карабахским беглербегством вновь перешло в руки династии Зийяд-оглы. Поскольку Давуд-хан оказался замешанным в мятеже против шахской власти, пост беглербега карабахского и главы племени каджар был возвращен Мухаммед-кули-хану Зийяд-оглы, преемником которого был сын его Муртаза-кули-хан, умерший в 1074 году хиджры (1663/4 год). Преемником Муртаза-кули-хана стал его племянник Угурлу-хан I.
В 1736 году пришедший к власти в Персии Надир-шах, из новой династии Афшаридов, с целью ослабить фамилию Зийяд-оглы отделяет от её владений земли пяти армянских меликств Нагорного Карабаха, кочевых племен Мильско-Карабахской степи, а также Зангезур и подчиняет их своему брату Ибрахим-хану, сипахсалару Азербайджана, население же Казаха и Борчалы (владения кочевых племен казахлар и шамсаддинлу) было передано в подчинение эмирам Грузии (царю (валию) Картлии Теймуразу). Кроме этого из карабахского вилайета были выселены части племен джеваншир, отуз ики и кебирли, которые были переселены в Хорасан.
В 1740-х годах на большей части Карабахского беглербегства были образованы Карабахское и Гянджинское ханства.

## Комментарии
1. ↑  Племенной союз Каджаров переселились из Средней Азии в Переднюю Азию вместе с монгольскими завоевателями в XIII—XIV веках; в Азербайджане часть этих племён была поселена при Тимуре и Мираншахе. Подробнее смотри Петрушевский И. П. Очерки по истории феодальных отношений в Азербайджане и Армении в XVI - начале XIX вв. — Л., 1949. — С. 48. Архивировано 8 января 2022 года.